# Caminos del Arte Rupestre Prehistórico
Caminos del Arte Rupestre Prehistórico (CARP) es una asociación transnacional sin ánimo de lucro que tiene por objeto la promoción y difusión de los enclaves de pinturas rupestres visitable que componen el Itinerario de Arte Rupestre de las regiones del sudoeste de Europa adheridas a la entidad (Ariège–Midi-Pyrénnées-, Aragón, Cantabria, Asturias, Ciudad Rodrigo –Castilla y León-, Castilla-La Mancha, Comunitat Valenciana, Andalucía, Extremadura y La Rioja) y en determinados puntos de Italia, Irlanda, Suecia y Noruega.
Con ese objetivo desde 2005 organiza la exposición itinerante “Primeros Pobladores y Arte Rupestre del Sudoeste de Europa”.
En mayo de 2011 ha recibido del Consejo de Europa el distintivo de «Itinerario Cultural».
Entre los alrededor de cien sitios que adhieren a la organización se encuentran la Gruta Escoural (Portugal), la Cueva de Chufín (valle del río Nansa), la Cueva de Covalanas y la de Cullalvera (monte Pando), la Cueva de El Pendo (valle de Camargo), la Cueva de Hornos de la Peña, la Cueva de Las Monedas, la Cueva El Castillo (río Pas), la Estación Rupestre de Siega Verde (Castilla y León), el Museo de Altamira, Parque Arqueológico de Arte Rupestre Campo Lameiro, el Parque Arqueológico Valle del Coa, las Cuevas de los Cien Pilares (Arnedo, La Rioja), etc.